# SV La Fama
Maillots
Le SV La Fama est un club arubais de football basé à Savaneta.

## Histoire
Fondé le 14 août 1927, le SV La Fama compte un titre de champion d'Aruba à son palmarès, titre remporté à l'issue de la saison 2012-2013.

## Palmarès
- Division di Honor (1) :
  - Vainqueur en 2013